# Vuelta a Murcia 2008
La Vuelta a Murcia 2008, ventottesima edizione della corsa e valida come prova per del circuito UCI Europe Tour 2008 categoria 2.1, si svolse in cinque tappe dal 4 all'8 marzo 2008, per un percorso totale di 654,6 km. Fu vinta dallo spagnolo Alejandro Valverde che terminò la gara in 16h29'01" alla media di 39,71 km/h.
Al traguardo di Murcia 92 ciclisti completarono la vuelta.

## Tappe
| Tappa  | Data    | Percorso                                     | km    | Vincitore di tappa | Leader cl. generale |
| ------ | ------- | -------------------------------------------- | ----- | ------------------ | ------------------- |
| 1ª     | 4 marzo | San Pedro del Pinatar > Lorca                | 197,3 | Graeme Brown       | Graeme Brown        |
| 2ª     | 5 marzo | Calasparra > Totana                          | 152,5 | José Luis Rubiera  | Aitor Pérez         |
| 3ª     | 6 marzo | Puerto Lumbreras > San Pedro del Pinatar     | 146,8 | Juan José Haedo    | Aitor Pérez         |
| 4ª     | 7 marzo | Alhama de Murcia > Aledo (cron. individuale) | 23,1  | Alejandro Valverde | Alejandro Valverde  |
| 5ª     | 8 marzo | Veneziola > Murcia                           | 134,9 | Koldo Fernández    | Alejandro Valverde  |
| Totale | Totale  | Totale                                       | 654,6 |                    |                     |

## Squadre e corridori partecipanti
| N.    | Cod. | Squadra                      |
| ----- | ---- | ---------------------------- |
| 1-8   | GCE  | Caisse d'Epargne             |
| 11-18 | CSC  | Team CSC                     |
| 21-28 | EUS  | Euskaltel-Euskadi            |
| 31-38 | RAB  | Rabobank                     |
| 41-48 | ASA  | Acqua & Sapone-Caffè Mokambo |
| 51-58 | AST  | Astana                       |

| N.      | Cod. | Squadra                    |
| ------- | ---- | -------------------------- |
| 61-68   | LIB  | Liberty Seguros            |
| 71-78   | TCS  | Tinkoff Credit Systems     |
| 81-88   | GNM  | Contentpolis-Murcia        |
| 91-98   | KGZ  | Karpin Galicia             |
| 101-108 | ACA  | Andalucía-Cajasur          |
| 111-118 | SPI  | Extremadura-Grupo Gallardo |

## Resoconto degli eventi
La gara iniziò con uno sprint vincente dell'australiano Graeme Brown (Rabobank). Il giorno successivo il veterano José Luis Rubiera (Astana) ed il giovane Aitor Pérez (Grupo Extremadura-Gallardo) sferrarono l'attacco decisivo. Il primo si aggiudicò la tappa, il secondo balzò al comando della classifica generale, rimanendovi anche al termine della terza frazione, che vide Juan José Haedo (Team CSC) trionfare allo sprint e prendersi la rivincita su Brown. Si trattò della seconda affermazione in pochi giorni per l'argentino, vittorioso alla Clásica de Almería la domenica precedente.
I principali favoriti al successo finale, rimasti in ombra nelle prime tre tappe, uscirono allo scoperto nel momento cruciale, una cronometro, in salita, di circa 23 chilometri, con conclusione sull'Alto de Aledo. Già vincitore sul medesimo traguardo l'anno precedente, Alejandro Valverde conquistò tappa (segnando il tempo di 33 minuti e 32 secondi) e maglia con un vantaggio di due secondi su Stefano Garzelli e sei su Alberto Contador.
Entrambi cercarono poi di staccare Valverde nell'ultima tappa, ma senza riuscirci, cosicché i distacchi fra i tre rimasero invariati. La frazione conclusiva, con arrivo a Murcia città, terminò in uno sprint di gruppo vinto dal basco Koldo Fernández, in grado di aggiudicarsi una volata dopo aver fallito nelle altre due.

## Dettagli delle tappe

### 1ª tappa
- 4 marzo: San Pedro del Pinatar > Lorca – 197,3 km

Risultati
| Pos. | Corridore       | Squadra     | Tempo    |
| ---- | --------------- | ----------- | -------- |
| 1    | Graeme Brown    | Rabobank    | 5h00'11" |
| 2    | Koldo Fernández | Euskaltel   | s.t.     |
| 3    | Aitor Perez     | Extremadura | s.t.     |

| Pos. | Corridore       | Squadra     | Tempo    |
| ---- | --------------- | ----------- | -------- |
| 1    | Graeme Brown    | Rabobank    | 5h00'11" |
| 2    | Koldo Fernández | Euskaltel   | s.t.     |
| 3    | Aitor Perez     | Extremadura | s.t.     |

### 2ª tappa
- 5 marzo: Calasparra > Totana – 152,5 km

Risultati
| Pos. | Corridore         | Squadra     | Tempo    |
| ---- | ----------------- | ----------- | -------- |
| 1    | José Luis Rubiera | Astana Team | 4h18'14" |
| 2    | Aitor Perez       | Extremadura | s.t.     |
| 3    | Vasil' Kiryenka   | Tinkoff     | a 2"     |

| Pos. | Corridore         | Squadra     | Tempo    |
| ---- | ----------------- | ----------- | -------- |
| 1    | Aitor Perez       | Extremadura | 9h18'25" |
| 2    | José Luis Rubiera | Astana Team | s.t.     |
| 3    | Vasil' Kiryenka   | Tinkoff     | a 2"     |

### 3ª tappa
- 6 marzo: Puerto Lumbreras > San Pedro del Pinatar – 146,8 km

Risultati
| Pos. | Corridore       | Squadra   | Tempo    |
| ---- | --------------- | --------- | -------- |
| 1    | Juan José Haedo | Team CSC  | 3h31'08" |
| 2    | Koldo Fernández | Euskaltel | s.t.     |
| 3    | Graeme Brown    | Rabobank  | s.t.     |

| Pos. | Corridore         | Squadra     | Tempo     |
| ---- | ----------------- | ----------- | --------- |
| 1    | Aitor Perez       | Extremadura | 12h49'33" |
| 2    | José Luis Rubiera | Astana Team | s.t.      |
| 3    | Vasil' Kiryenka   | Tinkoff     | a 2"      |

### 4ª tappa
- 7 marzo: Alhama de Murcia > Aledo – Cronometro individuale – 23,1 km

Risultati
| Pos. | Corridore          | Squadra        | Tempo  |
| ---- | ------------------ | -------------- | ------ |
| 1    | Alejandro Valverde | Caisse d'Epar. | 33'32" |
| 2    | Stefano Garzelli   | Acqua & Sap.   | a 2"   |
| 3    | Alberto Contador   | Astana Team    | a 6"   |

| Pos. | Corridore          | Squadra        | Tempo     |
| ---- | ------------------ | -------------- | --------- |
| 1    | Alejandro Valverde | Caisse d'Epar. | 13h23'11" |
| 2    | Stefano Garzelli   | Acqua & Sap.   | a 2"      |
| 3    | Alberto Contador   | Astana Team    | a 6"      |

### 5ª tappa
- 8 marzo: Veneziola > Murcia – 134,9 km

Risultati
| Pos. | Corridore       | Squadra   | Tempo    |
| ---- | --------------- | --------- | -------- |
| 1    | Koldo Fernández | Euskaltel | 3h05'50" |
| 2    | Graeme Brown    | Rabobank  | s.t.     |
| 3    | Juan José Haedo | Team CSC  | s.t.     |

| Pos. | Corridore          | Squadra        | Tempo     |
| ---- | ------------------ | -------------- | --------- |
| 1    | Alejandro Valverde | Caisse d'Epar. | 16h29'01" |
| 2    | Stefano Garzelli   | Acqua & Sap.   | a 2"      |
| 3    | Alberto Contador   | Astana Team    | a 6"      |

## Evoluzione delle classifiche
| Tappa              | Vincitore          | Classifica generale | Classifica a punti | Classifica montagna     | Classifica combinata | Classifica a squadre        |
| ------------------ | ------------------ | ------------------- | ------------------ | ----------------------- | -------------------- | --------------------------- |
| 1ª                 | Graeme Brown       | Graeme Brown        | Graeme Brown       | José Antonio Lopez      | Aleksandr Serov      | Extremadura-Gruppo Gallardo |
| 2ª                 | José Luis Rubiera  | Aitor Pérez         | Aitor Pérez        | Julián Sánchez Pimienta | Aleksandr Serov      | Astana                      |
| 3ª                 | Juan José Haedo    | Aitor Pérez         | Graeme Brown       | Julián Sánchez Pimienta | Aleksandr Serov      | Astana                      |
| 4ª                 | Alejandro Valverde | Alejandro Valverde  | Graeme Brown       | Julián Sánchez Pimienta | Aleksandr Serov      | Astana                      |
| 5ª                 | Koldo Fernández    | Alejandro Valverde  | Koldo Fernández    | Julián Sánchez Pimienta | Aleksandr Serov      | Astana                      |
| Classifiche finali | Classifiche finali | Alejandro Valverde  | Koldo Fernández    | Julián Sánchez Pimienta | Aleksandr Serov      | Astana                      |

## Classifiche finali

### Classifica generale
| Pos. | Corridore          | Squadra      | Tempo     |
| ---- | ------------------ | ------------ | --------- |
| 1    | Alejandro Valverde | C. d'Epargne | 16h29'01" |
| 2    | Stefano Garzelli   | Acqua & Sap. | a 2"      |
| 3    | Alberto Contador   | Astana Team  | a 6"      |
| 4    | Antonio Colom      | Astana Team  | a 51"     |
| 5    | Branislaŭ Samojlaŭ | Acqua & Sap. | a 1'11"   |
| 6    | Íñigo Cuesta       | Team CSC     | a 1'13"   |
| 7    | Vasil' Kiryenka    | Tinkoff      | a 1'15"   |
| 8    | José Luis Rubiera  | Astana Team  | a 1'19"   |
| 9    | Carlos Sastre      | Team CSC     | a 1'27"   |
| 10   | Ezequiel Mosquera  | Karpin       | a 1'42"   |

### Classifica a punti
| Pos. | Corridore          | Squadra      | Punti |
| ---- | ------------------ | ------------ | ----- |
| 1    | Koldo Fernández    | Euskaltel    | 65    |
| 2    | Graeme Brown       | Rabobank     | 61    |
| 3    | Juan José Haedo    | Team CSC     | 50    |
| 4    | Alejandro Valverde | C. d'Epargne | 42    |
| 5    | Aitor Pérez        | Extremadura  | 36    |

### Classifica scalatori
| Pos. | Corridore               | Squadra      | Punti |
| ---- | ----------------------- | ------------ | ----- |
| 1    | Julián Sánchez Pimienta | Contentpolis | 14    |
| 2    | Alejandro Valverde      | C. d'Epargne | 12    |
| 3    | Stefano Garzelli        | Acqua & Sap. | 10    |
| 4    | Alberto Contador        | Astana Team  | 9     |
| 5    | José Herrada            | Contentpolis | 9     |

### Classifica traguardi volanti
| Pos. | Corridore          | Squadra      | Tempo |
| ---- | ------------------ | ------------ | ----- |
| 1    | Aleksandr Serov    | Tinkoff      | 13    |
| 2    | Pablo Urtasun      | Liberty Seg. | 12    |
| 3    | Jesús Rosendo      | Andalucía    | 7     |
| 4    | José Antonio López | Andalucía    | 7     |
| 5    | José Ruiz Sánchez  | Andalucía    | 3     |

### Classifica a squadre
| Pos. | Squadra                      | Tempo     |
| ---- | ---------------------------- | --------- |
| 1    | Astana                       | 49h29'03" |
| 2    | Acqua & Sapone-Caffè Mokambo | a 1'04"   |
| 3    | Caisse d'Epargne             | a 1'32"   |
| 4    | Contentpolis-Murcia          | a 3'23"   |
| 5    | Tinkoff Credit Systems       | a 6'22"   |